# Dean Guitars
Dean Guitars — американская компания, производитель музыкальных инструментов. Наиболее известна как производитель электрогитар, но также производит акустические гитары, электрические и акустические бас-гитары, усилители, джазовые гитары, банджо и мандолины. C 2007 года компания начала производство звукоснимателей для электрогитар под маркой DMT (Dean Magnetic Technologies), которые полностью изготавливаются в США.

## История
Компания Dean Guitars была создана в 1976 году Дином Зелинским (англ. Dean Zelinsky), начавшим делать гитары ещё в раннем возрасте. Зелинский посчитал, что создание дизайнов рок-гитар перешло в стадию застоя и решил сделать всё, что в его силах, чтобы это изменить. Первые же гитары Dean, выпущенные в середине 1970-х, стали быстро набирать популярность именно из-за своего дизайна, а также из-за того, что их конструкция основывалась на улучшении сустейна. Фирменным знаком гитар Dean стала V-образная головка грифа (она ранее использовалась компанией Gibson на прототипах гитар Explorer и Flying V, но в масштабное производство не пошла в связи с тем, что для компании это был слишком радикальный переход).
В 1986 году Зелинский продал компанию, решив больше посвящать времени семье, а не делать гитары. Он объяснял своё решение огромной популярностью гитар типа «суперстрат», которые он насмешливо называл «Floyd Rose'ом с гитарой, приделанной к нему». В конце 1990-х компания Armadillo Enterprises возродила этот бренд, что позже стало причиной возвращения Зелински в качестве исполнительного и креативного директора.
После убийства главного эндорсера Даймбэга Даррелла из Pantera, Дин работает с его семьёй и друзьями в деле создания мемориального фонда. Модель Razorback появилась благодаря совместной работе Даррелла с Зелинским. Несколько видоизменённых моделей популярного стиля ML были выпущены в качестве Трибьют Моделей.
В 2008 году Зелинский из-за внутренних разногласий ушёл из компании и основал собственный гитарный бизнес. В настоящее время Dean Guitars по-прежнему выпускает модельный ряд инструментов Зелинского, однако в 2010 году уже появилось несколько собственных разработок компании и продолжился выпуск классических моделей электрогитар — копий Fender Stratocaster и Fender Telecaster.
Вокалист и ведущий гитарист Megadeth Дэйв Мастейн раньше играл на гитарах Jackson King V и ESP DV8. С 2007 года он заключил контракт с Dean и выпустил линейку своих моделей гитар- серии VMNT и Zero.

## Электрогитары Dean

### Классический дизайн
Классическими моделями электрогитар Dean Guitars считаются инструменты следующих серий:
- Z: Копия Gibson Explorer отличается только фирменной «диновской» головой с крыльями.
- ML: Это, наверное, самый известный тип дизайна Dean. Его форма похожа на переднюю половину Gibson Explorer совмещённую с задней половиной Gibson Flying V. Масса гитары распределена по большей, чем обычно, площади, что значительно увеличивает сустейн. V-образная форма головки грифа, крепление струн в бридже имеет 3 типа: Floyd Rose, сквозное крепление и Tune-o-matic.
- V: Копия Gibson Flying V
- Cadillac: Эта модель почти настолько же популярна, как и ML. Похожа на переднюю половину Gibson Explorer совмещённую с задней половиной Gibson Les Paul. Это даёт лучший, чем у Les Paul, доступ к верхним ладам.
- Baby: Эти гитары — уменьшенные, менее внешне детализованные копии дизайнов V, ML, и Z. Они популярны среди гитаристов, любящих агрессивный стиль Dean, но предпочитающие более лёгкие гитары.

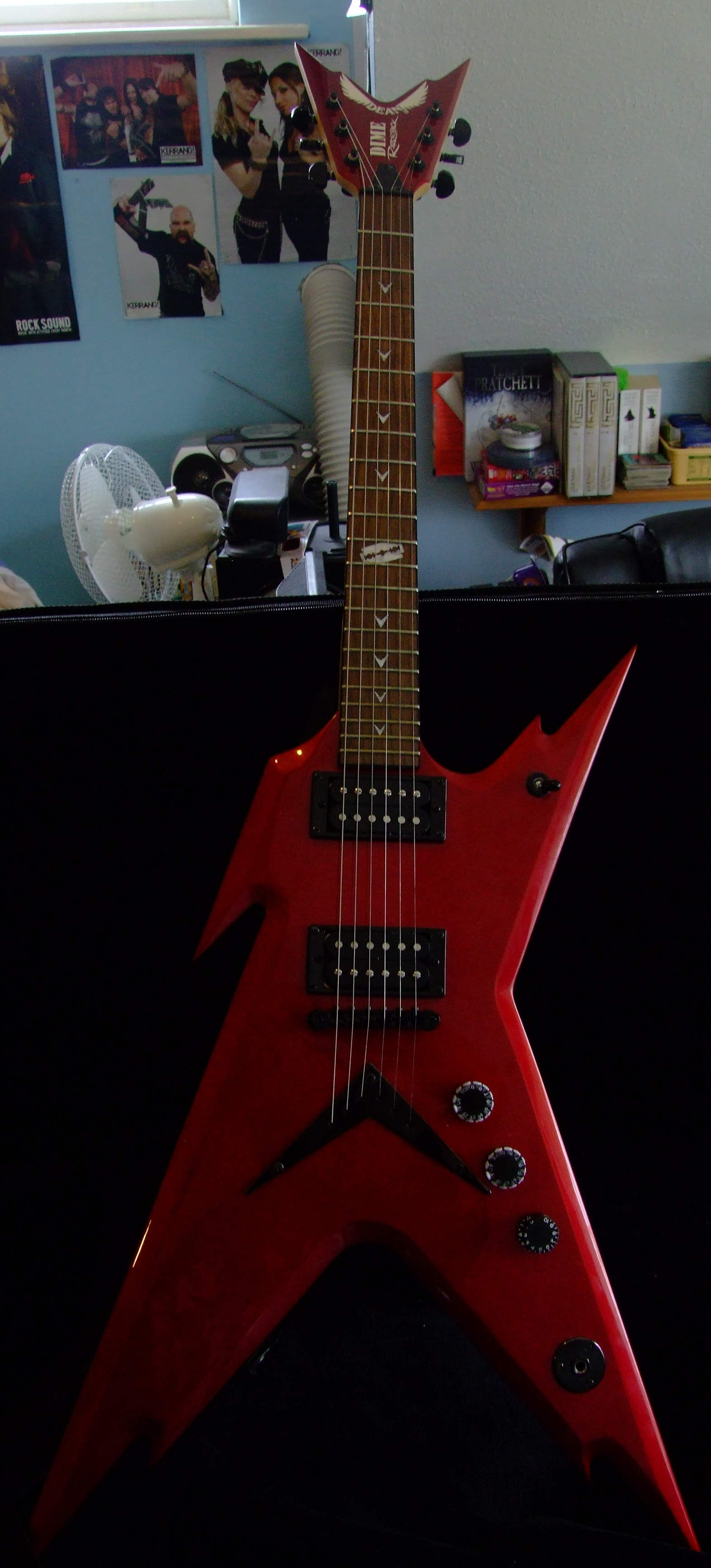
Dean Razorback разработанная Dimebag Darrell

Другие известные типы дизайна:
- Hardtail
- Vendetta
- EVO
- Razorback
- Custom 450
- Nashvegas Zone
- Razor
- DBD
- FBD
- Razorback V
- Michael Schenker

### Новые модели
- ML AT3000[1].
- Deceiver[1].
- Soltero
- MAB
- LWS
- Razorback Explosion

### Гитары Made In USA
Гитары Dean Made In USA проходят полную технологическую цепочку — от производства до контроля — на заводе в США (корейские и китайские гитары проходят в Америке только контроль). Для изготовления этих инструментов используются более дорогие материалы и компоненты, звукосниматели Dean DMT, EMG, Seymour Duncan, фурнитура Grover, механика Floyd Rose.
- Серия Michael Schenker USA
- Серия USA Razorback
- USA ML
- USA Leslie West
- USA Soltero
- USA 84 Modern
- USA Rusty Cooley
- Dave Mustaine VMNT
- Dave Mustaine Zero

## Бас-гитары Dean
Dean Guitars также имеет довольно широкий модельный ряд бас-гитар, подходящих для любого жанра музыки, от джаза, до поп-музыки и тяжёлого рока.
Наиболее известные серии бас-гитар Dean:
- Edge
- Metalman
- Demonator
- Hillsboro
- Cadillac
- Evo
- Jeff Berlin
- Электроконтрабасы Pace Bass

## Акустические гитары Dean
Акустические гитары Dean не так широко известны, хотя по качеству не уступают электрогитарам: они изготавливаются из правильно подобранных пород дерева, тщательно сделаны и очень красивы. Модельный ряд тоже достаточно разнообразен: классика, акустические гитары, акустические басы. Почти все инструменты имеют встроенную электронику и тюнеры.
Серии акустических гитар Dean:
- Exotica
- Performer
- Tradition
- Jumbo
- Dean Dave Mustaine Mako
- Классическая серия Espana

## Dean Guitars в России
Систематические поставки гитар Dean в Россию начались не так давно[когда?], хотя почитатели у них здесь были и раньше. Например, в обширной коллекции гитар Владимира Холстинина, гитариста группы «Ария», гитары Dean по праву занимают главное место. В 2008 году в Москве прошёл рок-фестиваль Dean Day, в котором приняли участие группы «Чёрный обелиск», «Артерия» (Сергей Терентьев), «Маврин» (Сергей Маврин) и известный шреддер Майкл Анджело Батио. Гитары Dean пользуются заслуженной популярностью в России у исполнителей «тяжёлой» музыки - музыки, где важна инструментальная составляющая. Поэтому на ежегодных выставках «Музыка Москва» стенд Dean Guitars никогда не пустует.